# Xiong Chaozhong
Xiong Chaozhong (熊朝忠, xióng cháozhōng) et surnommé Xiao Xiong (小熊, xiǎoxióng, « petit ours ») est un boxeur chinois issu de la minorité miao (ou Hmong) né le 3 octobre 1982 à Wenshan, dans la province du Yunnan.

## Carrière
Passé professionnel en 2006, il remporte le titre vacant de champion du monde des poids pailles WBC le 24 novembre 2012 après sa victoire aux points contre le mexicain Javier Martinez Resendiz à Kunming et devient à cette occasion le premier chinois champion du monde boxe professionnelle. Zhong conserve sa ceinture aux points le 28 juin 2013 aux dépens de Denver Cuello puis le 30 novembre 2013 contre Lookrak Kiatmungmee par KO au 5e round. Il est en revanche battu au 5e round par Oswaldo Novoa le 5 février 2014 puis par Hekkie Budler le 27 octobre suivant et par Thammanoon Niyomtrong en 2018 dans deux autres combats de championnat du monde des poids pailles. Il met un terme à sa carrière après ce dernier affrontement sur un bilan de 27 victoires, 8 défaites et 1 match nul.